# Enizemum giganteum
Enizemum giganteum là một loài tò vò trong họ Ichneumonidae.